# Куцівка (станція)
Куцівка — проміжна залізнична станція Знам'янської дирекції Одеської залізниці.
Розташований у в селі Куцівка Новгородківського району Кіровоградської області на лінії Знам'янка — Долинська між станціями Шарівка (14,5 км) та Долинська (23 км).
Станція була відкрита на лінії Знам'янка-Пасажирська — Долинська у 1873 році.
Електрифіковано станцію в складі ділянки Знам'янка-Пасажирська — Долинська у 1983 році.
18 грудня 2017 року, у рамках виконання «Програми впровадження технічних засобів безпеки руху в структурі „Укрзалізниці“ у 2014—2018 роках» працівниками регіональної філії «Одеська залізниця» ПАТ «Укрзалізниця» завершено комплекс робіт із будівництва та введення в дослідну експлуатацію двох приладів автоматичного контролю технічного стану ходових частин рухомого складу (АСДК-Б). Зазначені прилади встановлено по станції Куцівка у парному та непарному напрямках. Вони дають змогу покращити безпеку руху на вантажонапруженій дільниці Знам'янка — Долинська.